# Натали Емануел
Натали Џоана Емануел (енгл. Nathalie Joanne Emmanuel; Саутенд на Мору, 2. март 1989) британска је глумица и манекенка. Своју глумачку каријеру започела је крајем 1990-их у позоришту касних 1990-их, глумећи у разним продукцијама Веста Енда, као што је мјузикл Краљ лавова. Међународну пажњу стекла је улогом Мисандеи у фантастичној серији Игра престола (2013—2019), те касније глумила у филму Лавиринт — Бег кроз згариште (2015) и његовом наставку Лавиринт — Лек смрти (2018), као и филмовима Паклене улице: Паклене улице 7 (2015), Паклене улице 8 (2018) и Паклене улице 9 (2021).

## Детињство и младост
Рођена је 2. марта 1989. године у Саутенду на Мору, приморском граду у Енглеској. Друго је дете мајке доминиканског и енглеског порекла, и оца Енглеза који порекло вуче са Свете Луције. Изјацила је да је њена мајка први пут приметила њену страст и жељу да постане глумица док је похађала Школу Сент Хилда, а касније и Средњу школу за девојчице Вестклиф. У интервјуу за New York Daily News, прокоментарисала је: „Када сам имала 3 године, [увек сам] изазивала драму за коју је моја мама одлучила да можда треба да је каналишем како треба — па сам почела са часовима глуме, певања и плеса”. Са 10 година глумила је младу Налу у продукцији мјузикла Краљ лавова.

## Приватни живот
Придржава се биљне исхране из здравствених разлога, а за часопис Glamour је 2017. рекла: „не верујем прехрамбеној индустрији, не верујем у оно што нам стављају у уста — од тога ми је заправо мука”.

## Филмографија

### Телевизија
| Година     | Српски наслов               | Изворни наслов | Улога           | Напомене                                                                        |
| ---------- | --------------------------- | -------------- | --------------- | ------------------------------------------------------------------------------- |
| 2006—2010. |                             |                | Саша Валентајн  | 191. епизода                                                                    |
| 2008.      |                             |                | Саша Валентајн  | 4 епизоде                                                                       |
| 2009.      |                             |                | Саша Валентајн  |                                                                                 |
| 2011.      |                             |                | Шерил Холоус    | епизода: „Обични човек”                                                         |
| 2011.      | Неприлагођени               |                | Чарли           | 1. епизода                                                                      |
| 2011.      |                             |                | гостујућа улога | 1. епизода                                                                      |
| 2012.      |                             |                | водитељка       |                                                                                 |
| 2013—2019. | Игра престола               |                | Мисандеи        | 3—4. сезона: споредна улога (15 епизода) 5—8. сезона: главна улога (23 епизоде) |
| 2019.      | Четири венчања и сахрана    |                | Маја            | мини-серија                                                                     |
| 2019.      | Мрачни кристал: Доба отпора |                | Дит (глас)      | главна улога                                                                    |
| 2020.      |                             |                | Џордан          | 10 епизода                                                                      |

### Филм
| Година | Српски наслов                | Изворни наслов | Улога          | Напомене |
| ------ | ---------------------------- | -------------- | -------------- | -------- |
| 2012.  |                              |                | Карла          |          |
| 2015.  | Паклене улице 7              |                | Ремзи          |          |
| 2015.  | Лавиринт — Бег кроз згариште |                | Харијет        |          |
| 2017.  | Паклене улице 8              |                | Ремзи          |          |
| 2018.  | Лавиринт — Лек смрти         |                | Харијет        |          |
| 2018.  | Титан                        |                | Толи Радерфорд |          |
| 2020.  | Холи је преспавала           |                | Холи           |          |
| 2021.  | Паклене улице 9              |                | Ремзи          |          |
| 2021.  | Војска лопова                |                | Гвендолин Стар |          |
| 2021.  |                              | Сју Тејлор     |                |          |
| 2022.  | Позивница за пакао           |                | Евелин Џексон  |          |